# LaMonica Garrett
LaMonica Garrett (San Francisco (California), 23 de mayo de 1975) es un actor y productor de televisión estadounidense conocido por interpretar a Mike Ritter en la serie Designated Survivor, así como sus intervenciones en series de Taylor Sheridan (1883 y Special Ops: Lioness).

## Biografía
Fue nombrado por el quarterback de los Notre Dame / Oakland Raider, Daryle LaMonica.

## Carrera
En el 2011 se unió al elenco de la cuarta temporada de la serie Sons of Anarchy, donde dio vida al sheriff Cane, un oficial del departamento del Sheriff del Condado de San Joaquín, hasta el 2014 después de que su personaje recibiera un disparo en la cabeza por parte de un supremacista blanco.
Ese mismo año apareció como invitado en la popular serie NCIS como el capitán de marina Craig Quincy. Su personaje murió tras desangrarse por un disparo en el cuello. También obtuvo un pequeño papel en la película Transformers: el lado oscuro de la luna, donde interpretó al asistente del general Morshower (Glenn Morshower).
En el 2012 se anunció que LaMonica aparecería como invitado en el tercer episodio de la cuarta temporada de la serie Justified, donde interpretó a Andre.
En el 2015 se unió al elenco recurrente de la segunda temporada de la serie The Hotwives of Las Vegas, donde interpretó a Adonis, el esposo estafador de Phenomenon "Phe Phe" Reed (Tymberlee Hill). El sitcom es una parodia de los programas de televisión The Real Housewives.
Ese mismo año apareció en la película Daddy's Home donde interpretó a Marco, el entrenador de los Lakers.
En el 2016 se unió al elenco principal de la tercera temporada de la serie The Last Ship donde interpreta al teniente Cameron Burk, un marino a bordo del destructor estadounidense USS Nathan James y encargado de las Acción Tácticas, y el hermano mayor del teniente Carlton Burk (Jocko Sims), hasta ahora.
También apareció en la película XOXO, donde dio vida a Chopper, el gerente y mano derecha del aclamado DJ Avilo (Ryan Hansen).
Ese mismo año se unió al elenco principal de la nueva serie Designated Survivor donde da vida a Mike Ritter, un agente del servicio secreto del miembro del gabinete de los Estados Unidos, Tom Kirkman (Kiefer Sutherland). Mike se encarga de la protección de Kirkman y su familia, después de que Tom se convierta en el presidente de Estados Unidos tras unos ataques terroristas.
Sus papeles más recientes en televisión están vinculados a Taylor Sheridan y sus producciones para Paramount+: en 2021, Garrett tuvo un papel destacado en la serie 1883, precuela de Yellowstone, en el papel de Thomas, el ayudante del Sheriff que protege a los colonos, junto con otras estrellas como Faith Hill, Sam Elliott, y Tim McGraw. Posteriormente, en 2023, formó parte de la primera temporada de la serie antológica Special Ops: Lioness, junto a Nicole Kidman, Zoe Saldaña, Layla de Oliveira o Dave Annable.

## Filmografía

### Series de televisión
| Año         | Título                     | Personaje                                           | Notas                                                |
| ----------- | -------------------------- | --------------------------------------------------- | ---------------------------------------------------- |
| 2019        | Batwoman                   | Mar Novu / The Monitor                              | episodio "Crisis on Infinite Earths, Hour Two"       |
| 2019-2020   | Legends of Tomorrow        | Mar Novu / The Monitor / Mobius Novu / Anti-Monitor | 2 episodios                                          |
| 2018-2019   | Supergirl                  | Mar Novu / The Monitor                              | 5 episodios                                          |
| 2018-2020   | Arrow                      | Mar Novu / The Monitor / Mobius Novu / Anti-Monitor | 7 episodios                                          |
| 2018-2019   | The Flash                  | Mar Novu / The Monitor                              | 4 episodios                                          |
| 2016 - 2019 | Designated Survivor        | Mike Ritter                                         | -                                                    |
| 2016 - 2017 | The Last Ship              | TAO Cameron Burk                                    | 15 episodios                                         |
| 2016        | Black-ish                  | Davis                                               | 2 episodios                                          |
| 2016        | Now We're Talking          | Donnie Perkins                                      | episodio # 1.4                                       |
| 2015        | Filthy Preppy Teen$        | Unipony                                             | episodio # 1.2                                       |
| 2015        | The Hotwives of Las Vegas  | Adonis                                              | 7 episodios                                          |
| 2015        | Mr. Robinson               | Robert                                              | 2 episodios                                          |
| 2015        | Rizzoli & Isles            | Sgt. Det. Simmons                                   | episodio "The Platform"                              |
| 2015        | Veep                       | Freddy Wallace                                      | episodio "Tehran"                                    |
| 2014        | Modern Family              | Bravucón                                            | episodio "Haley's 21st Birthday"                     |
| 2014        | Getting On                 | Dr. Parker Owens                                    | episodio "The 7th Annual Christmas Card Competition" |
| 2014        | Bones                      | Blair Ellis                                         | episodio "The Money Maker on the Merry-Go-Round"     |
| 2016        | Revenge                    | Agente Stiegel                                      | episodio "Meteor"                                    |
| 2011 - 2014 | Sons of Anarchy            | Sheriff Cane                                        | 17 episodios                                         |
| 2014        | NCIS: Los Angeles          | Michael Williams                                    | episodio "War Cries"                                 |
| 2013        | The Game                   | Luke Rogers                                         | 4 episodios                                          |
| 2013        | Arrested Development       | Drew                                                | episodio "Off the Hook"                              |
| 2012 - 2013 | Mike & Molly               | James                                               | 2 episodios                                          |
| 2012        | Justified                  | Andre                                               | episodio # 4.3                                       |
| 2012        | The Situation              | Ty                                                  | episodio "I Gotta Go"                                |
| 2012        | Political Animals          | Agente Clark                                        | 3 episodios - miniserie                              |
| 2012        | Suits                      | Roberto Solis                                       | episodio "Asterisk"                                  |
| 2011        | NCIS                       | Capt. Craig Quincy                                  | 2 episodios                                          |
| 2011        | Single Ladies              | Michael Mills                                       | episodio "Cry Me a River"                            |
| 2011        | CSI: Miami                 | Guardia de Seguridad                                | episodio "Match Made in Hell"                        |
| 2010        | Parenthood                 | Empleado                                            | episodio "Seven Names"                               |
| 2010        | Dark Blue                  | Chris                                               | 2 episodios                                          |
| 2010        | Hawthorne                  | Jefe de Bomberos                                    | 2 episodios                                          |
| 2010        | DialStar                   | Darin                                               | episodio "I'll Have What She's Having"               |
| 2010        | 10 Things I Hate About You | Productor                                           | episodio "Changes"                                   |
| 2009        | Eastwick                   | Bombero                                             | episodio "I Gotta GoBonfire and Betrayal"            |
| 2008        | One Tree Hill              | Jerome                                              | episodio "Sympathy for the Devil"                    |

### Películas
| Año  | Título                                                    | Personaje        | Notas                                                                                  |
| ---- | --------------------------------------------------------- | ---------------- | -------------------------------------------------------------------------------------- |
| 2019 | Clemency                                                  | Logan Cartwright | junto a Alfre Woodard, Wendell Pierce, Aldis Hodge y Richard Schiff                    |
| 2016 | XOXO                                                      | Chopper          | junto a Sarah Hyland, Hayley Kiyoko, Ryan Hansen, Ian Anthony Dale y Brett Davis       |
| 2016 | The Duke: Based on the Memoir 'I'm The Duke' by J.P. Duke | J.P. Duke        | junto a Alejandro Patiño, Jeff Marlow, Catherine Urbanek, Leslie Thurston y Zoe Cooper |
| 2015 | Daddy's Home                                              | Marco            | junto a Mark Wahlberg, Will Ferrell, Linda Cardellini, Thomas Church y Bobby Cannavale |
| 2011 | Transformers: el lado oscuro de la luna                   | Asistente        | junto a Shia LaBeouf, Josh Duhamel, Tyrese Gibson, Patrick Dempsey y Glenn Morshower   |

### Productor
| Año  | Título     | Notas                           |
| ---- | ---------- | ------------------------------- |
| 2015 | Mouthpiece | productor y productor ejecutivo |

### Videojuegos
| Año  | Título                  | Personaje                                  | Notas                             |
| ---- | ----------------------- | ------------------------------------------ | --------------------------------- |
| 2011 | Need for Speed: The Run | Conductor Rival # 2 / Policía de Carretera | prestó su voz para los personajes |
| 2011 | Fight Night Champion    | Andre Bishop                               | prestó su voz para el personaje   |

### Presentador
| Año  | Programa        | Notas               |
| ---- | --------------- | ------------------- |
| 2016 | Apollo Night LA | episodio "ANLA 149" |

## Premios y nominaciones
| Año  | Categoría                                   | Premio                                     | Película                                                  | Resultado |
| ---- | ------------------------------------------- | ------------------------------------------ | --------------------------------------------------------- | --------- |
| 2016 | Leading Actor                               | Award of Excellence                        | The Duke: Based on the Memoir 'I'm The Duke' by J.P. Duke | Ganador   |
| 2016 | Best Actor                                  | Pasadena International Film Festival Award | The Duke: Based on the Memoir 'I'm The Duke' by J.P. Duke | Nominado  |
| 2016 | Best Actor-Student Film-College/ University | WRIFF Award                                | The Duke: Based on the Memoir 'I'm The Duke' by J.P. Duke | Nominado  |